# Takeshi Onaga
Takeshi Onaga (翁長雄志 Onaga Takeshi?,  Naha, Okinawa; 2 de octubre de 1950-Urasoe, Okinawa; 8 de agosto de 2018) fue un político japonés y gobernador de la prefectura de Okinawa. También sirvió cuatro mandatos (2000-2014) como alcalde de Naha, la capital de la prefectura.

## Biografía
Se graduó de la Universidad de Hosei con una licenciatura en derecho.
Fue elegido para el cargo de gobernador en una plataforma de oposición a la reubicación de los Marine Corps Air Station Futenma en Okinawa, convirtiéndose en un opositor estridente de la presencia continua de la base en la prefectura, que es apoyada por los gobiernos japonés y estadounidense. En octubre de 2015, Onaga revocó la recuperación de tierras necesitadas para continuar el trabajo de la base.
Falleció, tras varios meses de lucha contra un tumor canceroso. En abril del 2018, cuatro meses antes de su muerte, se había sometido a una operación para extirparlo, sin éxito.